# Bunjevački šport klub
Bunjevački šport klub je bio športski klub iz grada Subotice. Postojao je za vrijeme Kraljevine Jugoslavije.
Boje klupskih odora su bile: crvena majica (bijeli ovratnik) i bijele hlačice.
Iako je klub nosio hrvatsko, bunjevačko ime, u sastavima se nije ograničio na Hrvate, nego i na ostale narode iz Subotice: Mađare, Srbe. Svi predsjednici i tajnici kluba bili su Hrvati, a najvažniju ulogu su imali klupski tajnici, koji su bili osovina i duša društvenog života: Veco Mihaljčin, Miško Prćić, Antun Radak i Joso Horvacki.
Klub je imao nogometnu sekciju i jaku kuglačku sekciju. Postojale su još lovačka, tamburaška i diletantska (kazališna) sekcija.

## Povijest
Osnovan je 19. lipnja 1926.
1929. je godine stopljen sa Sport klub Jugoslavija. 
Tridesetih godina se po rješenju ondašnje banske uprave moralo preimenovati klub u Jugoslavenski šport klub "Bunjevac". Ime je promijenjeno na glavnoj skupštini kluba 17. prosinca 1931. godine. 24. kolovoza 1936. godine JŠK Bunjevac udružio se sa Šport klubom Hajduk. Preuzeo je sve igrače, članstvo i opremu, a zadržao je svoje ime.
Navijači su svoj klub zvali "Bunjevac".
U početku je "Bunjevački šport klub" svoje domaće utakmice igrao u Keru, nedaleko od groblja. 
Prvih devet godina postojanja natjecao se u najnižem rangu (2. razred) Subotičkog nogometnog podsaveza, a tek 1936. uspio je ući u 1. razred. Najvažniji igrač bio je Veso Tikvicki, koji je bio kapetan više od deset godina.
Poslije, nakon izgradnje gradskog stadiona 1936., "Bunjevac" dobiva i pomoćno igralište. 
Klub je prestao djelovati travnja 1941. pred ulazak mađarske vojske u Suboticu.

## Vanjske poveznice
- Bunjevački šport klub  Arhivirana inačica izvorne stranice od 29. rujna 2007. (Wayback Machine)